# Pět svatých ran

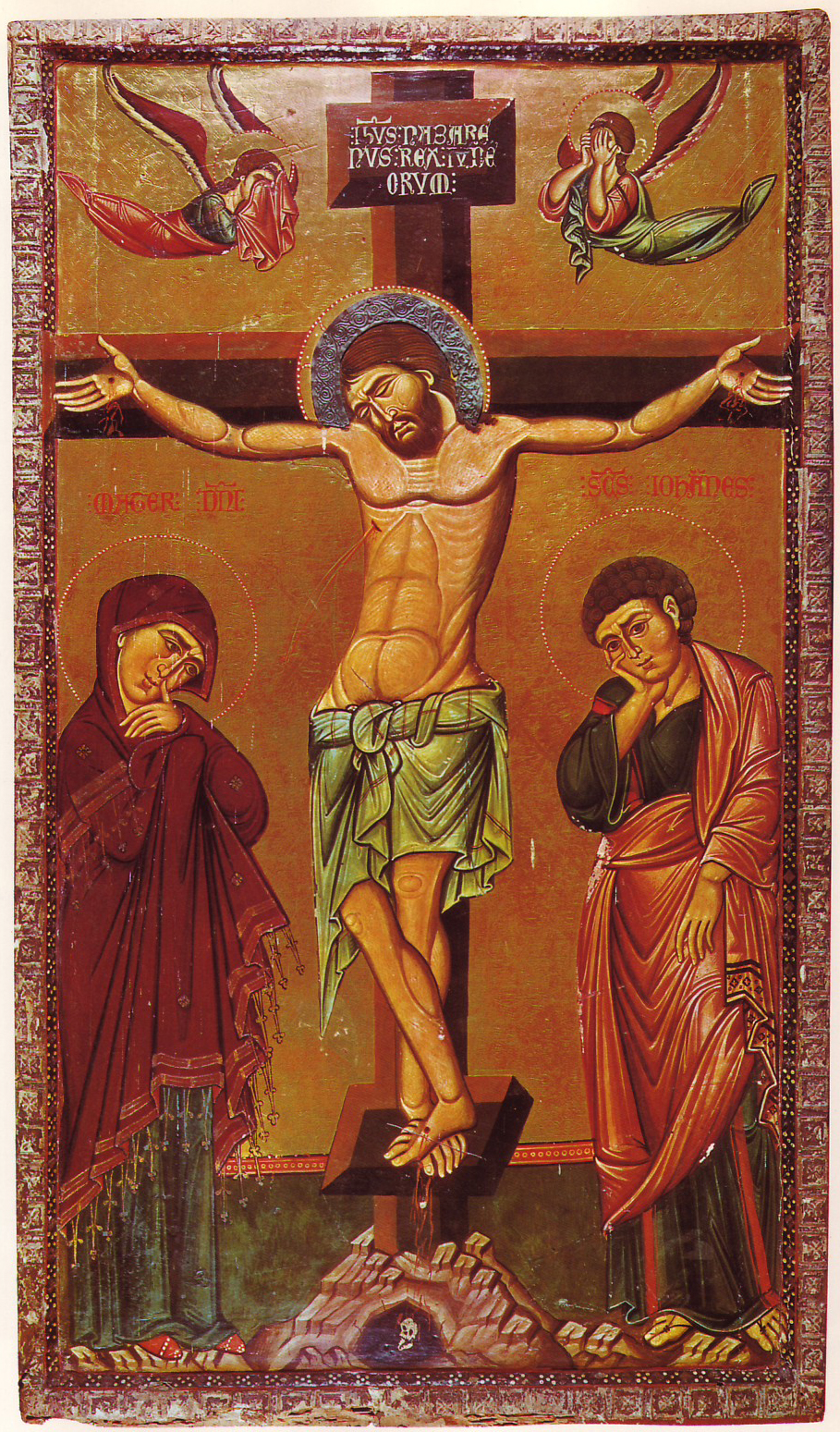
Ikona Ukřižování s pěti svatými ranami (13. století, klášter sv. Kateřiny, hora Sinaj)

V katolické tradici je Pět svatých ran, známých také jako Pět posvátných ran nebo Pět drahocenných ran apod., pět bodných ran, které utrpěl Ježíš Kristus při svém ukřižování. Tyto rány byly předmětem zvláštních pobožností, zejména v pozdním středověku, a často se odrážely v církevní hudbě a umění.

## Rány

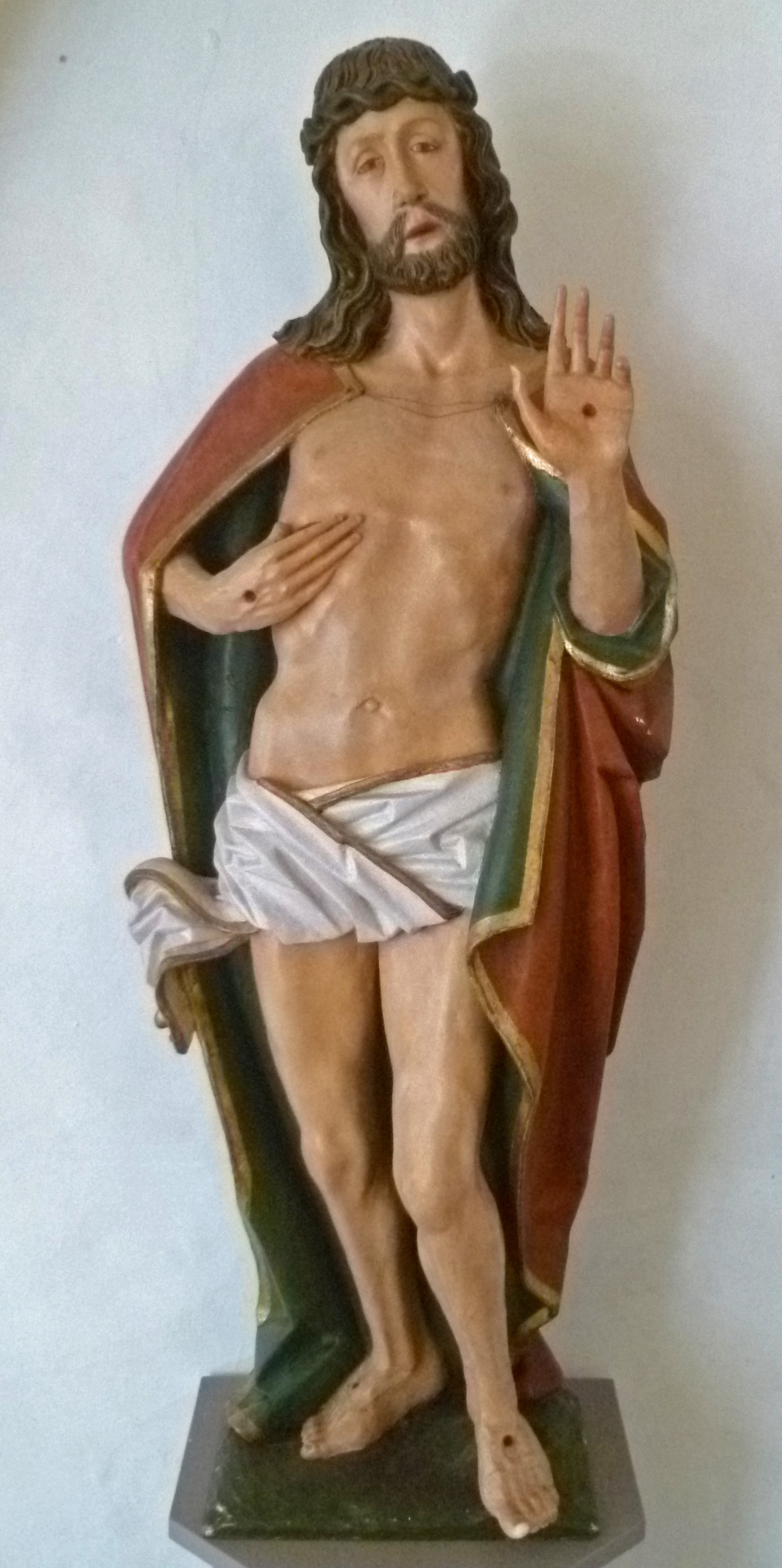
Kristus po zmrtvýchvstání, s ostentatio vulnerum, ukazující své rány, Rakousko, asi 1500

Pět ran se skládá z 1) díry po hřebu v pravé ruce, 2) díry po hřebu v levé ruce, 3) díry po hřebu v pravé noze, 4) díry po hřebu v levé noze, 5) rány na trupu po probodnutí kopím. Rány kolem hlavy od trnové koruny a stopy po bičování se nepočítají, protože nevznikly na kříži.
- Dvě z těchto ran vedly buď přes ruce, nebo přes zápěstí, kam byl Ježíš přibit hřeby, aby byl připevněn k břevnu kříže, na kterém byl ukřižován. Podle soudního znalce Fredericka T. Zugibeho je nejpravděpodobnější oblastí pro místo vbodu hřebu v Ježíšově případě horní část dlaně skloněná směrem k zápěstí, protože tato oblast snadno unese váhu těla, zajišťuje, že nedojde ke zlomení žádné kosti, označuje místo, kde se většina lidí domnívala, že se nachází, odpovídá místu, kde většina stigmatizovaných zobrazovala své rány, a je to místo, které umělci v průběhu staletí označovali. Tato poloha by měla za následek zdánlivé prodloužení prstů ruky v důsledku stlačení.[1]
- Dvě byly skrz nohy, kde hřeb(y)[2] procházel(y) oběma do svislého trámu.[3]
- Poslední rána byla na boku Ježíšovy hrudi, kde bylo podle Nového zákona jeho tělo probodnuto Longinovým kopím, aby bylo jisté, že je mrtvý. Janovo evangelium uvádí, že z této rány vytékala krev a voda – Jan 19, 34 (Kral, ČEP). Ačkoli evangelia neuvádějí, na které straně byl zraněn, v umění se tradičně zobrazuje, že to bylo na Ježíšově pravé straně, ačkoli některá vyobrazení, zejména řada Rubensových, ukazují, že to bylo na straně levé.[4]

Zkoumání ran „pochybujícího Tomáše“, o němž se píše pouze v Janově evangeliu v Jan 20, 24–29 (Kral, ČEP), bylo předmětem mnoha komentářů a často bylo zobrazováno v umění, kde má tento námět oficiální název nevěřící Tomáš.

## Středověký kontext
Podle popisů ukřižování v křesťanských evangeliích utrpěl Ježíš během svého umučení různá zranění, například od trnové koruny nebo od bičování u sloupu. Středověká lidová zbožnost se soustředila na pět ran spojených přímo s Kristovým ukřižováním: na rány po hřebech na rukou a nohou a na ránu po svatém kopí, které mu probodlo bok.
Oživení náboženského života a horlivá činnost Bernarda z Clairvaux a Františka z Assisi ve 12. a 13. století spolu s nadšením křižáků, kteří se vraceli ze Svaté země, způsobily zvýšení úcty k utrpení Ježíše Krista.
Dochovalo se mnoho středověkých modliteb ke cti svatých ran, včetně těch, které jsou připisovány Kláře z Assisi. Svatým ranám byla zasvěcena Mechtilda z Hackebornu a Gertruda z Helfty, přičemž Gertruda denně odříkávala modlitbu ke cti 5466 ran, které podle středověké tradice utrpěl Ježíš během svého umučení. Ve čtrnáctém století bylo v jižním Německu zvykem odříkávat každý den patnáct Otčenášů (což tedy v průběhu roku činilo 5475) ke cti Svatých ran.
Ve středověkých misálech existovala zvláštní mše ke cti Kristových ran, známá jako zlatá mše. Během jejího slavení se vždy zapalovalo pět svící a lidově se věřilo, že pokud ji někdo bude sloužit nebo slyšet pět dní po sobě, nikdy nezakusí bolesti pekelného ohně.
Dominikánský růženec také pomáhal šířit úctu ke svatým ranám, protože zatímco padesát malých korálků se vztahuje k Marii, pět velkých korálků a příslušné Otčenáše jsou určeny ke cti pěti ran Kristových. Na některých místech bylo zvykem zvonit v pátek v poledne, aby věřícím připomněl, že mají odříkat pět Otčenášů a Ave Maria ke uctění svatých ran.

## Pobožnosti

### Korunka pěti Ježíšových ran

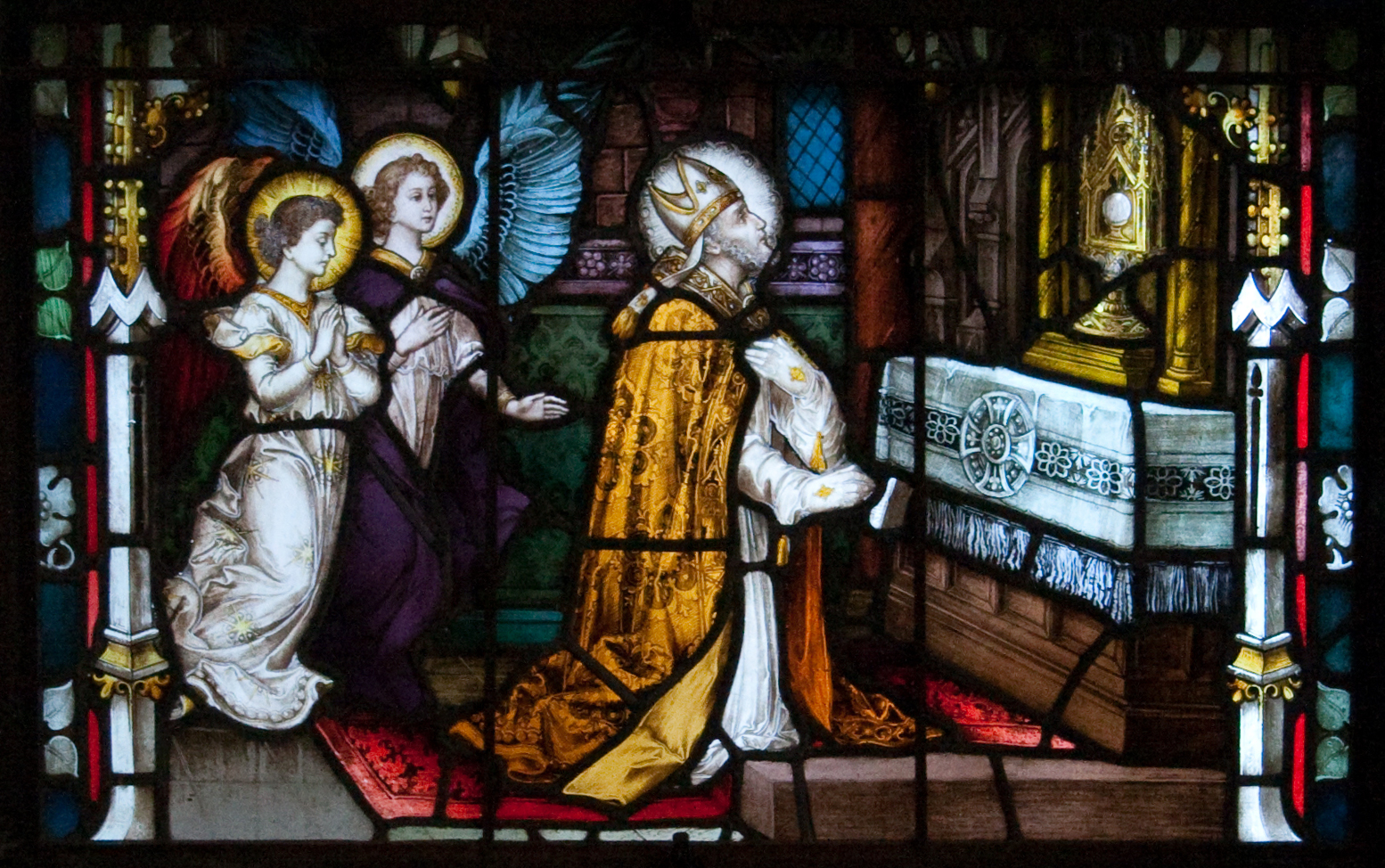
Sv. Alfons klečící před Nejsvětější svátostí, katedrála v Carlow

Alfons Maria z Liguori, zakladatel otců redemptoristů, ve své knize Umučení a smrt Ježíše Krista z roku 1761 uvedl mezi různými zbožnými cvičeními Malou korunku pěti ran ukřižovaného Ježíše.
Liguori napsal tuto pobožnost jako rozjímání o pěti bodných ranách, které Kristus utrpěl při svém ukřižování.

### Korunka k pěti ranám
„Korunka k pěti ranám“ je pasionistická korunka věnovaná Ježíšovým svatým ranám, který má podpořit úctu ke Kristovu utrpení.
Korunka je dílem Pavla Aloysia, šestého generálního představeného pasionistů. Vznikl v Římě v roce 1821. 11. srpna 1823 papež Lev XII. schválil korunku Pěti ran. Podruhé byla schválena v roce 1851.
Tato pobožnost také uctívá tajemství zmrtvýchvstalého Krista, který má na sobě stopy pěti ran. Tato korunka má 25 korálků, seskupených do pěti sad. Na každém korálku se odříkává Gloria Patri a na konci každé části korálků se odříkává Zdrávas Maria ke cti bolestné Panny Marie. Na konci korunky se říkají další tři Zdrávasy ke cti jejích slz. Požehnání korálků je vyhrazeno pasionistům.

### Korunka ke svatým ranám

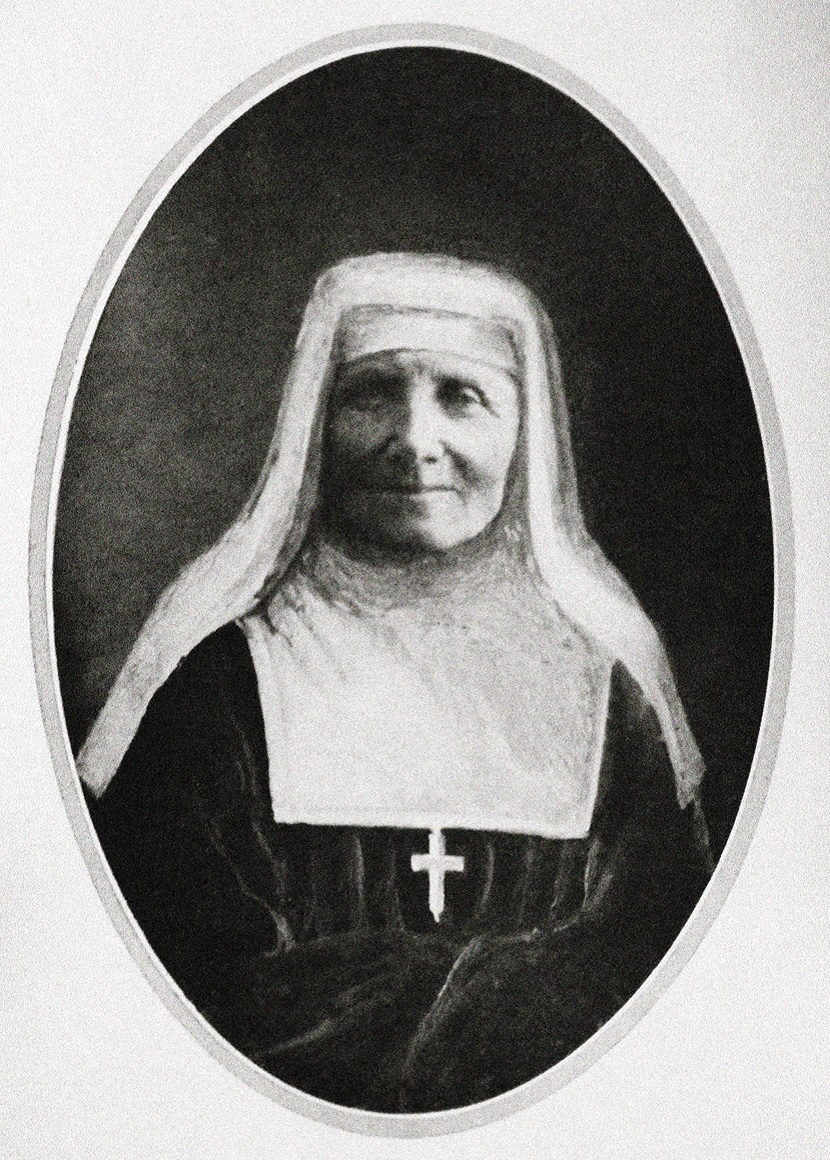
Sestra Marie Marta Chambonová

Korunku ke svatým ranám (nebo také „růženec ke svatým ranám“) poprvé zavedla na počátku 20. století sestra Marie Marta Chambonová (6. března 1841 – 21. března 1907), římskokatolická řeholnice z kláštera řádu Navštívení Panny Marie v Chambéry ve Francii.
Françoise Chambonová se narodila 6. března 1841 v chudé zemědělské rodině ve vesnici Croix Rouge nedaleko Chambéry v Savojsku. První vidění se jí údajně přihodilo, když jí bylo devět let. Když se se svou kmotrou účastnila velkopátečních bohoslužeb ve farním kostele v Lémencu, spatřila Françoise ukřižovaného Ježíše pokrytého ranami a krví. Řekla, že později téhož roku, když přistoupila k prvnímu svatému přijímání, viděla Ježíška, který jí řekl: „Dítě moje milované, tak to bude pokaždé, když půjdeš ke svatému přijímání.“ Pracovala v refektáři internátní školy.
V jednadvaceti letech vstoupila do kláštera řádu Navštívení Panny Marie v Chambéry ve Francii a dostala jméno Marie-Marthe. Zemřela 21. března 1907; v roce 1937 byl zahájen proces jejího blahořečení.

#### Soukromá zjevení
Marie Marta Chambonová začala v roce 1866 vyprávět o svých viděních, v nichž jí Ježíš říkal, aby rozjímala o svatých ranách. Matka představená vedla kroniku o jejím životě, která byla vydána v roce 1923 a hojně se prodávala. Následujícího roku udělil Vatikán odpustky těm, kdo se na základě jejích hlášených vidění pomodlí následující modlitbu: „Věčný Otče, obětuji rány našeho Pána Ježíše Krista, aby uzdravil rány našich duší.“
Vyprávěla, že ji Ježíš požádal, aby spojila své utrpení s jeho utrpením v růženci svatých ran jako akt pokání za hříchy světa. Vyprávěla, že jí Ježíš řekl, že „když obětuješ mé svaté rány za hříšníky, nesmíš zapomenout učinit to i za duše v očistci, protože je jen málo těch, kteří myslí na jejich úlevu.... Svaté rány jsou pokladem pokladů pro duše v očistci.“
Korunka svatých ran se modlí na standardním růženci o pěti desátcích. Tato korunka byla schválena pro Řád Navštívení Panny Marie v roce 1912 a 23. března 1999 byla dekretem Kongregace pro nauku víry povolena pro celou katolickou církev.

#### Podoba korunky
Jeden způsob modlitby korunky se skládá ze tří modliteb, které se odříkávají na určitých částech růžencových korálků, a to takto:
Následující modlitba se říká na kříži: „Ježíši, božský Vykupiteli, buď milosrdný k nám i k celému světu. Amen.“
- Následují první tři korálky: „Svatý Bože, mocný Bože, nesmrtelný Bože, smiluj se nad námi a nad celým světem. Amen.“ (Tato modlitba se nachází v pozdější korunce k Božímu milosrdenství. Hojněji se používá ve východních obřadech katolické církve, kde se nazývá Trisagion).
- „Milost a milosrdenství, můj Ježíši, během nynějších nebezpečí; přikryj nás svou drahocennou krví. Amen.“
- „Věčný Otče, dej nám milosrdenství skrze krev Ježíše Krista, tvého jediného Syna, dej nám milosrdenství, prosíme tě. Amen, Amen, Amen.“
- Následující modlitba se odříkává na velkých korálcích růžencového řetězu: „Věčný Otče, obětuji Ti Rány našeho Pána, Ježíše Krista, abys uzdravil rány našich duší.“
- Na malých korálcích růžencového řetězu se odříkává následující modlitba: „Můj Ježíši, odpuštění a milosrdenství, skrze zásluhy Tvých svatých ran“.

### Pobožnost o prvních čtvrtcích
Prvočtvrteční pobožnost, nazývaná také úkon zadostiučinění za Ježíšovy rány a za svatou eucharistii, má svůj původ ve zjeveních Krista v portugalském Balazaru, o nichž ve 20. století podala zprávu Alexandrina Maria da Costa.

## Symbolické používání

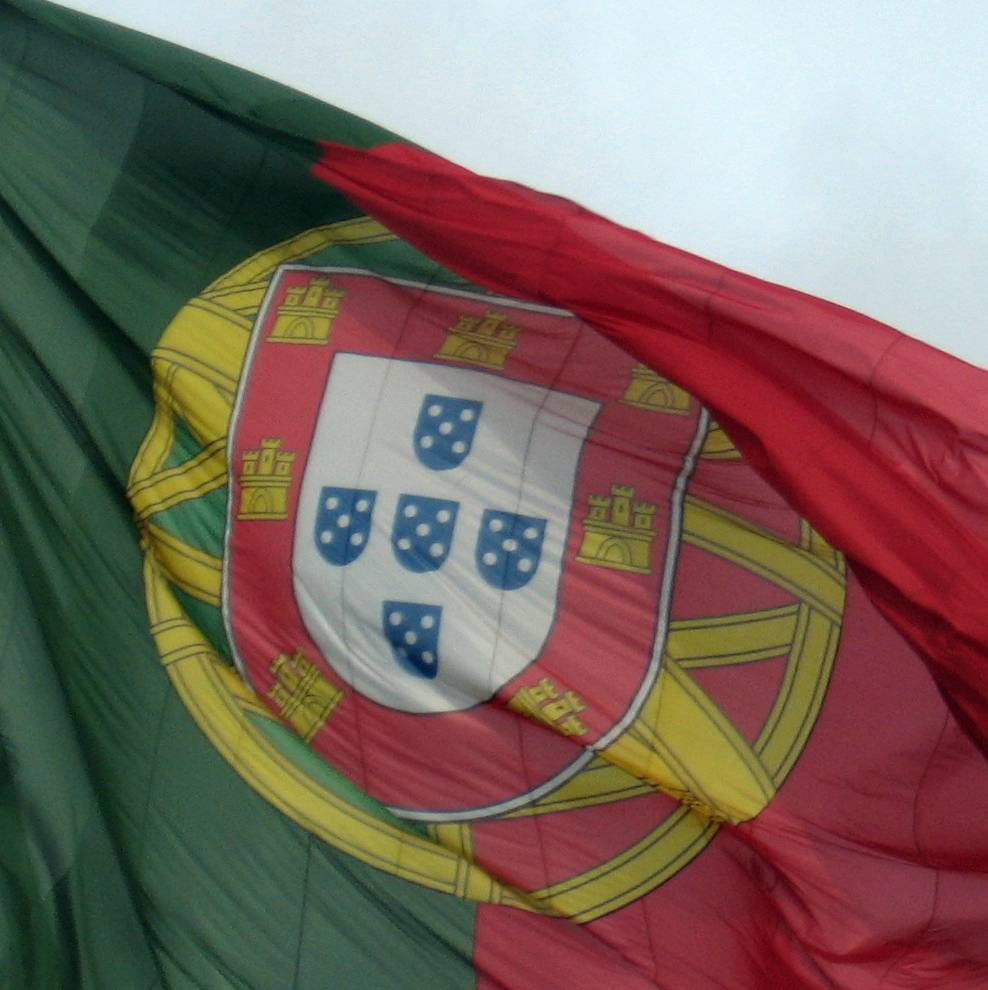
Vlajka Portugalska – bílé body uvnitř modrého štítu představují svaté rány

Již v roce 1139 si Alfons I. Portugalský jako portugalský král dal do svého erbu znak Pěti svatých ran.
Jeruzalémský kříž neboli „křižácký kříž“ připomíná pět svatých ran svými pěti kříži. Svaté rány byly používány jako symbol křesťanství. Účastníci křížových výprav často nosili jeruzalémský kříž, emblém představující Svaté rány; jeho verze se stále používá na vlajce Gruzie. „Pět ran“ bylo emblémem „Pouti milosti“, severoanglického povstání, které bylo reakcí na zrušení klášterů Jindřichem VIII.
Před svým moderním spojením s okultismem byl pentagram používán jako symbol svatých ran. Pentagram hraje důležitou symbolickou roli v anglické básni Sir Gawain a Zelený rytíř ze 14. století, kde tento symbol zdobí štít hrdiny Gawaina. Nejmenovaný básník připisuje původ symbolu králi Šalomounovi a vysvětluje, že každý z pěti propojených bodů představuje ctnost vázanou na skupinu pěti: Gawain je dokonalý ve svých pěti smyslech a pěti prstech, je věrný pěti Kristovým ranám, čerpá odvahu z pěti radostí, které měla Marie z Ježíše, a je příkladem pěti rytířských ctností.
Při posvěcení oltáře jej řada křesťanských církví pomazává na pěti místech, což naznačuje pět svatých ran. Pravoslavné kostely někdy mívají pět kopulí, které symbolizují Pět svatých ran, spolu s alternativní symbolikou Krista a čtyř evangelistů.

## V posvátné hudbě

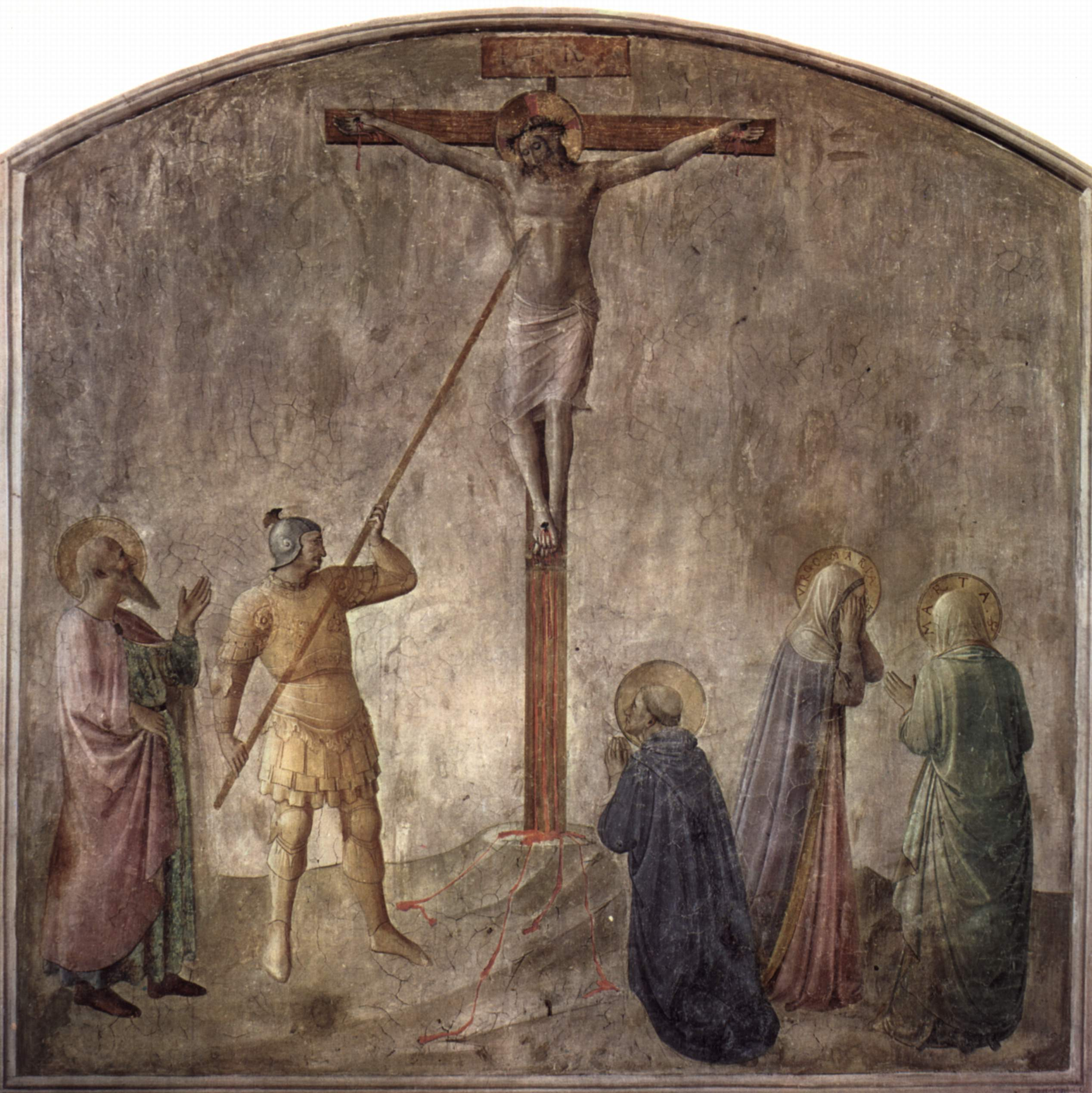
Probodnutí Ježíšova boku Longinovým kopím, freska Fra Angelica (1395–1455), San Marco, Florencie

Středověká báseň Salve mundi salutare (známá také jako Rhythmica oratio) byla dříve připisována Bonaventurovi nebo Bernardovi z Clairvaux, ale v současnosti se má za to, že jejím autorem je spíše cisterciácký opat Arnulf z Lovaně (zemř. 1250). Je to dlouhá meditace o Kristově utrpení, skládá se ze sedmi částí, z nichž každá se vztahuje k jednomu z údů Kristova ukřižovaného těla. V 17. století byla oblíbená, v roce 1680 ji Dieterich Buxtehude zpracoval jako cyklus sedmi kantát. Jeho Membra Jesu Nostri z roku 1680 je rozdělena do sedmi částí, z nichž každá je věnována jinému údu Kristova ukřižovaného těla: nohám, kolenům, rukám, boku, hrudi, srdci a hlavě, které jsou orámovány vybranými starozákonními verši obsahujícími předobrazy.
Kantáta se k nám dostala spíše jako hymnus O svaté hlavě zraněné, pojmenovaný podle závěrečné strofy básně adresované Kristově hlavě, která začíná slovy „Salve caput cruentatum“. Melodii přeložil luteránský hymnista Paul Gerhardt, Johann Sebastian Bach ji upravil a pět strof hymnu použil ve svých „Matoušových pašijích“. Franz Liszt zařadil úpravu tohoto hymnu na šesté zastavení, Svatá Veronika utírá svatou tvář, do své roušky na Via crucis (Křížová cesta).

## V umění

Nevěřícnost sv. Tomáše od Caravaggia (1601–1602)

V umění je téma pochybujícího Tomáše neboli Nevěřícnosti svatého Tomáše běžné přinejmenším od počátku 6. století, kdy se objevuje na mozaikách v bazilice Sant'Apollinare Nuovo v Ravenně a na ampulích z Monzy. Mezi nejznámější příklady patří sochařská dvojice Krista a svatého Tomáše od Andrea del Verrocchia (1467–1483) pro Orsanmichele ve Florencii a Nevěřícnost svatého Tomáše od Caravaggia, která je vystavena v Postupimi.
V pozdnějším středověku byl Ježíš s jednou stranou roucha odhrnutou dozadu, čímž se ukázala rána v jeho boku a jeho další čtyři rány (tzv. ostentatio vulnerum, „ukázání ran“), převzat z obrazů s pochybujícím Tomášem a změněn v pózu, kterou zaujímá sám Ježíš, který si často vkládá prsty do rány v boku. Tato forma se stala běžným rysem jednotlivých ikonických postav Ježíše a námětů, jako je Poslední soud (kde se v bamberské katedrále nachází raný příklad z doby kolem roku 1235), Kristus ve slávě, Muž bolesti a Kristus s Arma Christi, a byla používána ke zdůraznění Kristova utrpení i skutečnosti jeho zmrtvýchvstání.
Rozšířené bylo také zbožné umění zaměřené na ránu na boku; například některé modlitební knihy z pozdně středověkého Německa zobrazovaly ránu na boku doprovázenou textem, který udával její přesné rozměry.